# Баш чауш
Баш чауш или Баш-чауш је турцизам. Означава наредника турске војске.

## Извор
- www.vokabular.org